# Tipula (Savtshenkia) chrysocephala
Tipula (Savtshenkia) chrysocephala is een tweevleugelige uit de familie langpootmuggen (Tipulidae). De soort komt voor in het Afrotropisch gebied.